# Новомурапталово
Новомурапта́лово (рос. Новомурапталово, башк. Яңы Мораптал) — присілок у складі Куюргазинського району Башкортостану, Росія. Адміністративний центр Мурапталовської сільської ради.
2006 року до складу присілка (1171 особа у 2002 році, 54% татар, 44% башкирів) було приєднане селище Чапаєвський (69 осіб у 2002 році, 55% татар, 44% башкирів).
Населення — 1289 осіб (2010; 1240 в 2002).
Національний склад:
- татари — 54%
- башкири — 44%